# Last Desire
Last Desire — второй студийный альбом итальянской пауэр-метал группы Mastercastle, выпущенный 18 Июня 2010 лейблом Лион Music.

## Список композиций
1. «Event Horizon» — 04:08
2. «Misr» — 04:55
3. «Wild Spell» — 05:01
4. «Last Desire» — 03:59
5. «Away» — 04:07
6. «Space Trip» — 04:53
7. «Jade Star» — 04:40
8. «Great Heaven’s Climg» — 05:24
9. «Cat-house» — 04:54
10. «Toxie Radd» — 04:49
11. «La Serenissima» — 03:15
12. «Scarlett» — 04:31

## Участники записи
- Giorgia Gueglio — Вокал
- Pier Gonella — Гитара
- Steve Vawamas — Бас-гитара
- Alessandro Bissa — Барабаны